# Les Soupçons de Mary

Les Soupçons de Mary (Silencing Mary) est un téléfilm américain réalisé par Craig R. Baxley et diffusé en 1998.

## Synopsis
Mary, étudiante et journaliste au bulletin universitaire, enquête sur un cambriolage qui la mène vers l'équipe de foot de la fac. Plus tard, sa colocataire est violée par le capitaine de cette équipe. Alors que l'université blanchit la star locale, Mary défie l'institution et confond le jeune violeur récidiviste.

## Fiche technique
- Titre original : Silencing Mary
- Réalisateur : Craig R. Baxley
- Scénario : Steve Johnson
- Photographie : João Fernandes
- Musique : Gary Chang
- Durée : 85 min
- Pays : États-Unis

## Distribution
- Melissa Joan Hart (VF : Marie-Eugénie Maréchal) : Mary Stuartson
- Corin Nemec : David MacPherson
- Lisa Dean Ryan : Holly Sherman
- Peter MacNicol : Lawrence Dixon
- James McDaniel : Harvey Thiel
- Josh Hopkins : Clay Roberts
- Lochlyn Munro : Billy
- Teryl Rothery : Détective Brubaker
- Garry Chalk : Gardner
- Colin Lawrence : Augie
- Susan Hogan : Helen Stuartson
- Tobias Mehler : Jesse
- Kevin McNulty : Tom Stuartson